# Сония Фергина Читра
Сони́я Ферги́на Читра (индон. Sonia Fergina Citra; род. 27 апреля 1993, Танджунгпандан) — индонезийская модель, победительница конкурса красоты «Путри Индонезия 2018», участница конкурса красоты «Мисс Вселенная 2018».

## Биография

### Ранняя жизнь и образование
Сония Фергина Читра родилась 27 апреля 1993 года в городе Танджунгпандан (провинция Банка-Белитунг) в семье китайца-индонезийца Кена Прайгоа и его супруги Франсиски Эвелин Бертнор, британки по происхождению. Она является самим младшим ребёнком из 6 детей в своей семье.
Сония Фергина получила степень бакалавра английской литературы, закончив Университет Бина Нусантара в Джакарте.

### Карьера
9 марта 2018 года Сония стала победительной национального конкурса красоты «Путри Индонезия 2018».
Победа в национальном конкурсе красоты позволила ей принять участие на «Мисс Вселенная 2018» в Бангкоке, по итогам которого Сония вошла в полуфинал и оказалась в топ-20.

### Благотворительность
Сония Фергина участвует в различных социальных проектах, обеспечивая продовольствием бедных жителей Джакарты и участвует в сохранении окружающей среды,  связанной с освоением коралловых рифов на пляже Танджунг Келаянг в Белитунге. В августе 2018 года Сония Фергина в составе «Puteri Indonesia» принимала участие в раздаче продовольствия и лекарств, а также в оказании медицинской помощи пострадавшим во время землетрясения на Ломбоке.
В ноябре 2018 года Сония Фергина стала послом от Индонезийской коалиции по профилактике рака шейки матки (KICKS). В своём выступлении она призвала женщин беспокоиться о раке шейке матки и о том, как его предотвратить. Сония Фергина призывала к вакцинации и раннему выявлению симптомов этого заболевания.

### Личная жизнь
20 ноября 2021 года Сония Фергина вышла замуж за своего бойфренда Йоанеса Нафталианто, с которым состояла в отношениях в течение 10 лет.